# フロイト＝マルクス主義
フロイト=マルクス主義（フロイト＝マルクスしゅぎ）は、カール・マルクスのマルクス主義哲学と、ジークムント・フロイトの精神分析理論の両者に特徴づけられている、哲学的思想に関する緩やかな総称である。大陸哲学においての歴史は長く、1920年代から1930年代に始まり、批判理論、ラカン派精神分析、ポスト構造主義の時代を経てきた。

## ラカン左派(ラカニアン・レフト)
ジャック・ラカンは哲学的志向を持っているフランスの精神分析家であり、彼のパースペクティブは、フランスの精神医学や心理学に絶大な影響力を持っていた。ラカンは自らをフロイトに忠実な者だと見なしており、フロイトの遺産を救おうとしていたという。セミネール16巻D'un Autre à l'autreで、マルクスの剰余価値とラカン自身の考えである剰余享楽がホモトピー同型であるとの考えを発展させた。ラカンは、マルクス主義者では無かったが、多くのマルクス主義者(特に毛沢東主義者)にインスピレーションを与えることになった。

### ルイ・アルチュセール
フランスのマルクス主義哲学者、ルイ・アルチュセールは、イデオロギー論と、それについてのエッセイ『再生産について―イデオロギーと国家のイデオロギー諸装置』で知られている。このエッセイでは、イデオロギーの概念をグラムシのヘゲモニー概念を元に組み立てている。ヘゲモニーは究極的には政治的権力によって完全に決定されるものである一方で、フロイトの無意識とラカンの鏡像段階を元に、イデオロギーは、個々人に自己についての概念を持つこと(自己の主体化)を可能にする構造(システム)であると説明した。この構造(イデオロギー)は抑圧と不可避性の主体であり、イデオロギーから逃げることはできず、それを支配することもできないという。イデオロギーと、科学や哲学の間の区別は、認識論的切断によって一度できっぱりできるものではない。この切断は、ある一瞬の時間の一点における出来事というわけではなく、持続するプロセスである。確実な勝利というものは無く、イデオロギーに対する継続闘争があるだけである。「イデオロギーは歴史を持たない」とのことである。
彼のエッセイContradiction and Overdeterminationでは、精神分析の過剰規定の概念が借用されており、政治における「矛盾」の概念を、それより複雑な多因果性モデルで置き換えるために使われている(この概念はグラムシのヘゲモニーに密接に関係している)。

### コルネリュウス・カストリアディス
コルネリュウス・カストリアディスはギリシャ出身のフランスの哲学者、精神分析家、社会批評家である。彼もまた、ラカンの作品を参照している。

### スラヴォイ・ジジェク

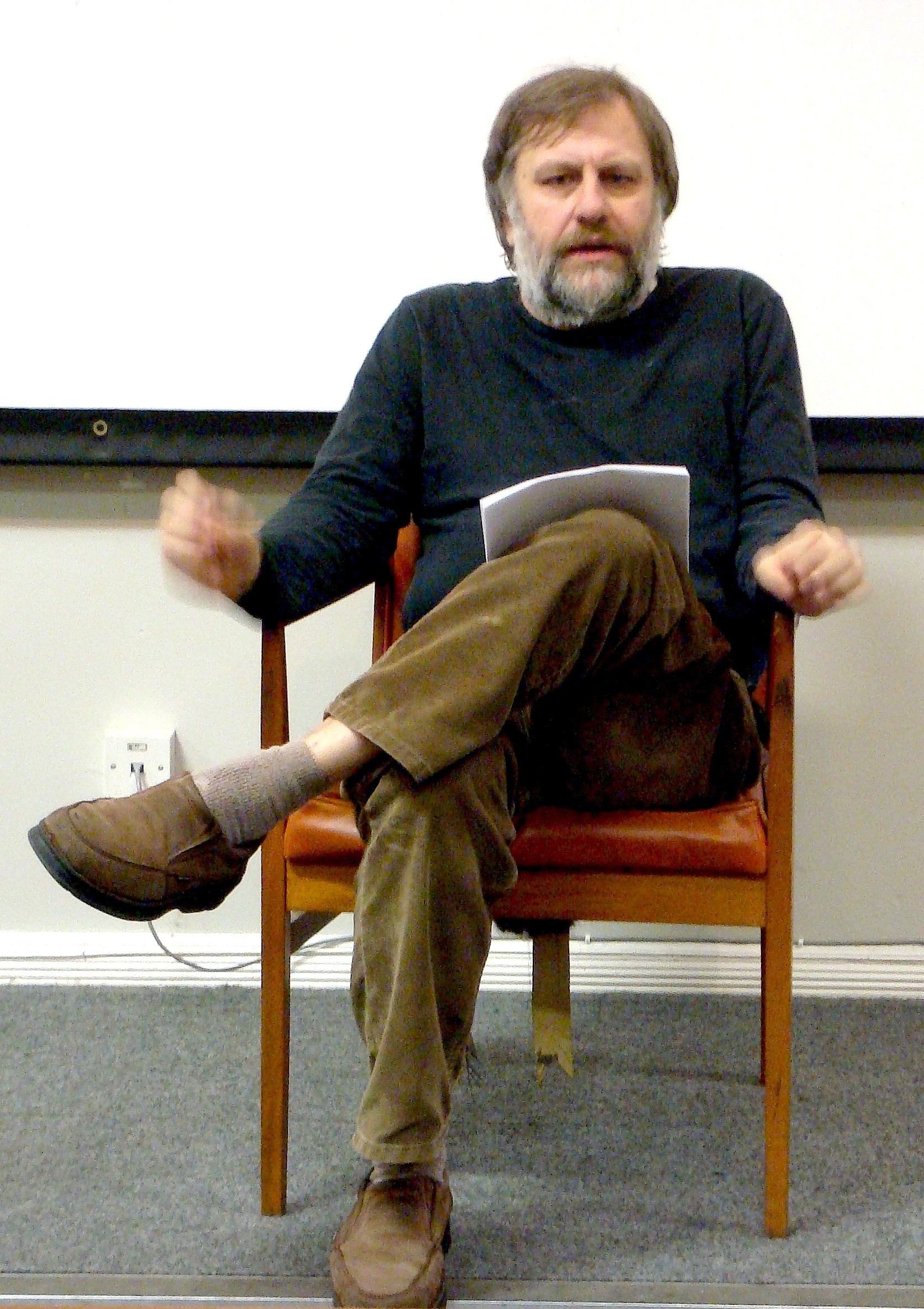
2008年のスラヴォイ・ジジェク

スロベニアの哲学者スラヴォイ・ジジェクはラカン派精神分析とヘーゲル哲学を用いて、高度にマルクス主義体系を修正している
。ジジェクはアルチュセールのイデオロギー論に異議を唱えており、その理由を「主体」の役割を見落としているからであるとしている。

## ポスト構造主義
ポスト構造主義、ポストモダニズムに関係するフランスの主要な哲学者には、ジャン＝フランソワ・リオタール、ミシェル・フーコー、ジャック・デリダなどがいる。彼らはマルクス主義と精神分析の両方に深い関係を持っている。注目に値するのは、ジル・ドゥルーズとフェリックス・ガタリが資本主義とスキゾフレニアについて同時に考察した共著、『アンチ・オイディプス』と『千のプラトー』である。